# David Efron
David Efron (Rosh Piná, Entre Ríos, 1 de septiembre de 1904 - Ginebra, 28 de noviembre de 1981) fue un investigador en antropología, comunicación no verbal y parapsicología, funcionario, filósofo y escritor argentino. Se destacó por ser discípulo de Franz Boas en la Universidad de Columbia y por sus aportes al estudio de la gestualidad. 

## Infancia, juventud y vida familiar
David Efron era el hijo mayor de Yedidio Efron y Sara Steinberg, dos inmigrantes judíos que llegaron a Argentina por la Jewish Colonization Association promovida por el Barón Mauricio de Hirsch. Sara Steinberg llegó junto a su familia en 1891 a bordo de la embarcación Pampa; antes de asentarse en las tierras en donde se desarrollarían las colonias pasaron unos meses en Mar del Sud para luego dirigirse a Entre Ríos. Por su parte, Yedidio Efron llegó al país sudamericano en 1895. En aquel entonces era un joven estudiante del Talmud oriundo de Grodno (Bielorrusia). La familia Efron se asentó en Colonia Clara, en Entre Ríos. Con el tiempo, Yedidio Efron sería un actor importante en la educación de los llamados "gauchos judíos".
Además de David, el matrimonio Efron-Steinberg tuvo otros cuatro hijos: Simona ("Sime"), Tobías ("Ulle"), Rafael ("Fuque") y Paloma, que posteriormente sería una periodista, conductora pionera de la radio y televisión argentina conocida como Blackie.
David Efrón comenzó sus estudios secundarios en el Colegio Nacional del Uruguay, en Concepción del Uruguay. En 1917 la familia abandonó Lucienville, la colonia en la que vivían en Entre Ríos, para mudarse a Buenos Aires. El motivo de este importante cambio fue que Yedidio se había convertido en un importante funcionario de la educación. Al instalarse en la capital, David continuó el secundario en el Colegio Nicolás Avellaneda.
A lo largo de su vida, se convirtió en un políglota que dominaba el español, el inglés, el francés, el alemán, el italiano, el idish, el latín y el griego antiguo.
En 1942 se casó con Geneviève Shules. En 1948, mientras vivían en Ginebra nació Gabriela María Tzina Efrón, su única hija.

## Vida académica
En 1924 David Efron ingresó a la Facultad de Filosofía y Letras de la Universidad de Buenos Aires y egresó cinco años después como doctor en Filosofía.Se cree que por aquel entonces militaba en la Juventud Radical y que llegó a ser secretario de Marcelo T. de Alvear.
Cuando estaba cercano a finalizar su carrera, comenzó a interesarse por la posibilidad de continuar sus estudios en el exterior. En virtud de ese proyecto, comenzó a escribirle al entonces rector de la Universidad de Buenos Aires, Ricardo Rojas. Se le otorgó una beca de estudios en Europa para perfeccionarse en filosofía y psicología. La subvención fue financiada por dicha universidad durante un año, comenzando el primero de mayo de 1929 y posteriormente obtuvo una prórroga por un año más. Uno de los objetivos de la beca era la visita de institutos dedicados a la metapsíquica, con el fin de crear y organizar uno en la Universidad cuando regresase. Esta empresa ubica a Efrón como un pionero en la metapsíquica en Argentina.

### Efrón y la metapsíquica
Inicialmente realizó cursos de psiquiatría en el Hospital de la Pitié de París y posteriormente se inscribió en cursos de filosofía en la Universidad de la Sorbona. A poco de arribar a Francia comenzó sus incursiones en el Institut Metapsychique International. En 1930 se trasladó a Alemania, para estudiar psicología animal con Köheler en la Friedrich Wilhelm Universitat. También se encontró en Leipzig con el vitalista Hans Driesch.Además, realizó estudios en el National Laboratory for Psychical Research y la Society for Psychical Research de Londres.En el marco de sus investigaciones sobre parapsicología se reunió con Harry Price y Eugene Osty y asistió a las sesiones que llevaba adelante Price con Rudi Schneider.También presenció sesiones con la médium polaca Stanislawa Polielska.Posteriormente, en 1944, continuó publicando sobre estas temáticas en la Journal of Parapsycology.Particularmente, sobre las sesiones con la psíquica Olga Kahl.También publicó sobre las relaciones entre la semiótica y la telepatía.
Regresó a Argentina en 1931 y fue nombrado profesor adjunto del Instituto de Psicología de la Facultad de Filosofía y Letras de la Universidad de Buenos Aires, en aquel entonces a cargo de Enrique Mouchet.

### Su estadía en la Universidad de Columbia
La persecución a militantes del Partido Radical luego del golpe de Estado de 1930 que derrocó a Hipólito Yrigoyen obligó a Efrón a esconderse y exiliarse a Nueva York en enero de 1933 con sus propios medios. Gracias a Marcelo T. de Alvear obtuvo una beca Carnegie Endowment for International Peace.
Entre 1934 y 1938 se asentó académicamente, gracias a las becas de la Rockefeller Foundation y la Columbia University Council for Research in the Social Sciences. Además, fue profesor de cultura latinoamericana en el Sarah Lawrence College.

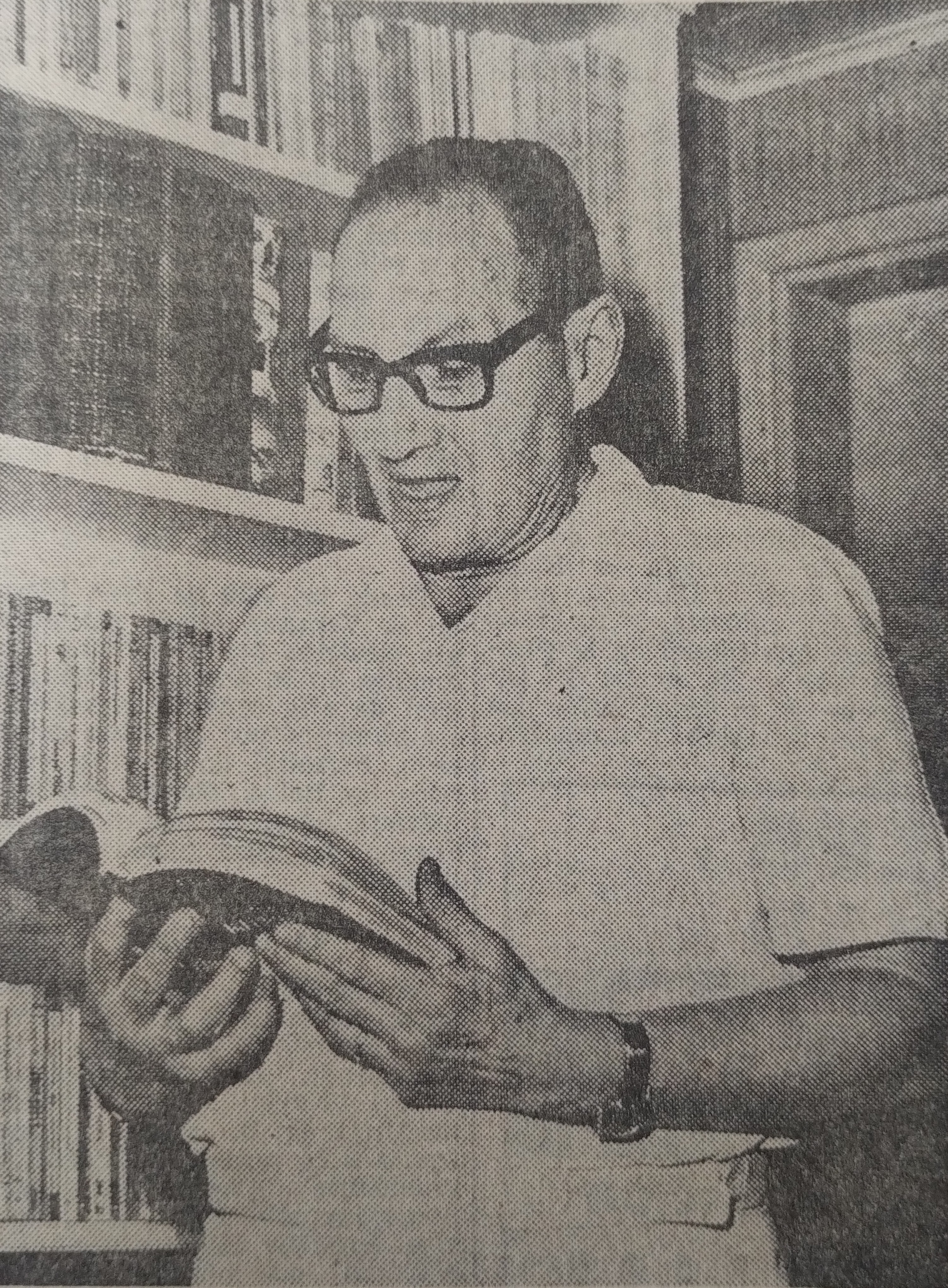
David Efrón en 1969.

Durante su estadía en Nueva York, se unió al Departamento de Antropología de la Universidad de Columbia, dirigido por el antropólogo Franz Boas.Allí desempeñó tareas de investigación y docencia. Bajo la dirección de Boas, Efrón llevó a cabo un estudio sobre la gestualidad en diferentes comunidades migrantes y la influencia del medio social.Este estudio, publicado como libro en 1941 (Gesture and Environment en su versión en inglés y Gesto, raza y cultura en español) aportó elementos para echar por tierra la hipótesis del componente racial en la gestualidad, mostrando la importancia de la cultura en las formas de comunicación no verbal.En Gesto, raza y cultura, Efron analiza la gestualidad de italianos y judíos, comparando una submuestra que habitaba en guetos con una que se encontraba en contextos más integrados a la sociedad estadounidense.
Asimismo, la tesis de Efron fue un antecedente teórico y metodológico para el estudio de la kinésica.Además de valerse de un registro observacional y de ilustraciones, utilizó filmaciones y las analizó sobre una pantalla.Efrón no fue el único discípulo de Boas en utilizar fimaciones; también lo hicieron Melville Herskovits con sus imágenes de Dahomey de 1931 y Haiti en 1934 y Margaret Mead en su proyecto en Bali entre 1936 y 1939 y el libro El caracter balinés publicado en 1942 junto a Gregory Bateson.
Para sus estudios, Efron contó con la colaboración del artista Stuyvesant Van Veen, quien también había realizado ilustraciones para la investigación de Boas sobre las danzas kwakiutl de la costa noroeste de Norteamérica.

## Militancia contra el nazismo
Durante su estadía en Nueva York, frecuentó círculos académicos que se posicionaban en contra del avance del nazismo en Europa. De esta forma, comenzó a integrar el Consejo Asesor Honorífico del American Council Against Nazi Propaganda, junto con Albert Einstein, Thomas Mann y Franz Boas.Con Einstein estableció una relación cercana.Desde su militancia, Efrón publicaba sobre la temática en la revista del Consejo, The Hour.En esta revista se publicaba acerca de los planes del nazismo y sus intereses en Latinoamérica.
También formó parte del Council for Pan-American Democracy. En 1939 publicó el artículo Latin America and the Fascist "Holy Alliance", en el que describía la avanzada alemana en diferentes países de América.Durante la guerra civil española integró el Spanish Information Bureau, donde denunciaba la avanzada italiana en España.
Formó parte del Comité de Lucha contra el Racismo y el Antisemitismo, que funcionaba en Argentina. 
Luego de casarse con G. Shules, se presentó como voluntario para incorporarse a las fuerzas estadounidenses en Europa, pero no pudo enlistarse debido a su edad.

## Los años en la Organización Internacional del Trabajo
En 1942 fue designado investigador principal latinoamericano en la National Planning Association. En este marco institucional realizó informes sobre recursos humanos y materiales, entre ellos, el libro Latin America in the Future World, publicado en coautoría con el economista George Soule y Norman Ness.En esta obra los autores analizan los problemas del subdesarrollo en Latinoamérica.
En 1944 comenzó a trabajar en la Organización Internacional del Trabajo (OIT) como funcionario internacional estable. En esta organización, analizó el desarrollo del campo laboral en Latinoamérica.En 1940 la OIT había trasladado su sede desde Ginebra a Montreal. En 1944 se trasladó nuevamente a suelo europeo, llevando su Consejo de Administración a Londres. Efrón viajó en buque a Inglaterra junto con otros funcionarios. El viaje fue a gran velocidad, en zig zag y con los pasajeros durmiendo en el suelo.En 1946 la OIT regresó a Ginebra, por lo que David Efron y su esposa se radicaron allí.
Como funcionario de la OIT participó de diversas dependencias y llevó a cabo numerosos proyectos en Latinoamérica.

## Últimos años
En 1966 se jubiló y en 1969 regresó a Argentina, instalándose en el barrio de Retiro en Buenos Aires.Debido a la situación sociopolítica del país, regresó a Suiza, donde falleció en 1981.